# Manio Acilio Glabrione (console 91)
Manio Acilio Glabrione (in latino: Manius Acilius Glabrio; ... – 95 circa) è stato un politico romano.

## Biografia
Manio Acilio Glabrione nacque presumibilmente intorno al 55 d.C.; nel 91 fu console ordinario con Marco Ulpio Traiano, che poi divenne imperatore, per il 91 e durato in carica fino al novembre, fu sospettato dall'imperatore Domiziano e obbligato a combattere con le fiere nel circo , poi venne esiliato e messo a morte nel 95 circa, o perché accusato di aspirare all'impero (secondo Giovenale e Svetonio) o perché, secondo Cassio Dione, cristiano.
Sua moglie è stata identificata come Arria L.f. Plaria Vera Priscilla, nota da un'iscrizione superstite (CIL VI, 6333). Suo figlio Manio Acilio Glabrione fuconsole ordinario nel 124.